# Burdykowszczyzna

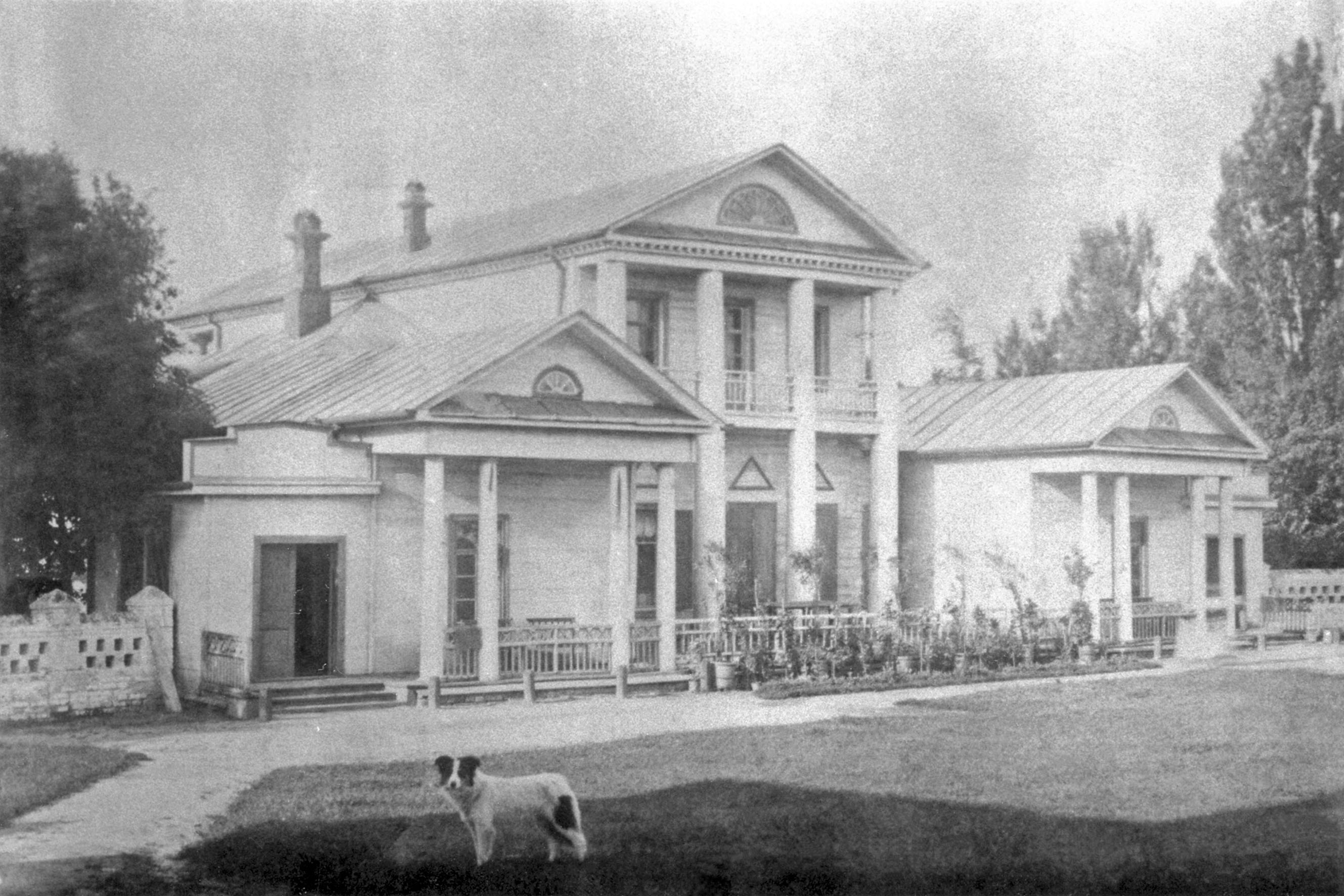
Dwór przed 1914 rokiem

Burdykowszczyzna (biał. Бурдыкоўшчына; ros. Бурдыковщина) – nieistniejący obecnie folwark i majątek na Białorusi, w rejonie baranowickim obwodu brzeskiego, około 27 km na północ od Baranowicz.

## Historia
Pierwsze wzmianki o Burdykowszczyźnie pochodzą z 1624 roku. Wraz z sąsiednimi Bujnowiczami (Bujniewiczami) były to dobra jezuickie. W 1826 roku już należały do Anny z Wołodkowiczów, żony Adama Obuchowicza, sędziego ziemskiego powiatu mozyrskiego. Ich córka, Regina (1808–1881), wychodząc w 1843 roku za Alojzego Eysymonta (1791–1849) wniosła majątek do rodziny męża, w rękach której pozostał do końca XIX wieku, a może dłużej. W tym czasie dobra te liczyły około 2967 mórg. W pierwszych kilkunastu latach XX wieku majątek kilkakrotnie zmieniał właścicieli.Istnieje relacja, że na początku XX wieku majątek należał do Kazimierza Fiszera.
Po I wojnie światowej majątek został najprawdopodobniej rozparcelowany i przeznaczony pod osadnictwo wojskowe: prawie 30 działek przeznaczono dla podoficerów i oficerów Wojska Polskiego. W 1924 roku osada młyńska i młyn w Burdykowszczyźnie ciągle jeszcze należały do Skarbu Państwa i były wystawione na sprzedaż. W 1939 roku właścicielem majątku (folwarku?) był Ignacy Porębski.
Przed rozbiorami Burdykowszczyzna wchodziła w skład województwa nowogródzkiego Rzeczypospolitej. Po III rozbiorze Polski w 1795 roku znalazła się na terenie powiatu nowogródzkiego (ujezdu), należącego do guberni mińskiej Imperium Rosyjskiego. Po ustabilizowaniu się granicy polsko-radzieckiej w 1921 roku Burdykowszczyzna wróciła do Polski, należała do gminy Poczapów powiatu nowogródzkiego województwa nowogródzkiego. Od 1945 roku – w ZSRR, od 1991 roku – na terenie Republiki Białorusi.
Folwark istniał jeszcze na polskiej mapie Wojskowego Instytutu Geograficznego z 1929 roku (1:100 000). Obecnie (na mapach radzieckich, na mapach współczesnych i zdjęciach lotniczych) w miejscu folwarku nie ma żadnych zabudowań.

## Dawny dwór
Dwór Obuchowiczów i Eysymontów znany jest jedynie z rysunku ogrodowej elewacji Napoleona Ordy z 1876 roku: w siedmioosiowej, środkowej części był piętrowy, po obu stronach – czteroosiowe parterowe skrzydła. W 1870 roku we dworze służyły 24 osoby.
Duży park angielski opadał skłonami ku pobliskiej sadzawce. Pozostałości po parku istniały do co najmniej lat. 80. XX wieku.
Nie wiadomo, kiedy majątek został zniszczony. Ponoć tuż po II wojnie światowej przebywały tu osoby przeznaczone do wysiedlenia na Ziemie Odzyskane. Według innych źródeł dwór został spalony w czasie II wojny światowej.
Majątek Burdykowszczyzna jest opisany w 2. tomie Dziejów rezydencji na dawnych kresach Rzeczypospolitej Romana Aftanazego.